# Kiss Me (film, 1920)
 (juin 2021).
Si vous disposez d'ouvrages ou d'articles de référence ou si vous connaissez des sites web de qualité traitant du thème abordé ici, merci de compléter l'article en donnant les références utiles à sa vérifiabilité et en les liant à la section « Notes et références ».
Pour les articles homonymes, voir Kiss Me (homonymie).
Kiss Me est un cartoon de réalisé par Jack King et sorti en 1920.